# Arubas herrlandslag i fotboll
Arubas herrlandslag i fotboll spelade sin första match den 6 april 1924 och föll med 0-4 hemma mot Curaçao.

## Historik
Arubas fotbollsförbund bildades 1932 och är medlem av FIFA och CONCACAF. 
Aruba gjorde inte mycket motstånd i kvalet till Sydafrika 2010 och åkte ut i första omgången. Efter att ha förlorat mot Antigua & Barbuda med 3-0 såg det kört ut för Aruba. Den andra matchen förlorade man med 1-0 och åkte sammanlagt ut med 4-0. Förlusten blev bitter för Aruba speciellt efter att grannlandet Nederländska Antillerna tog sig förbi favoriten Nicaragua och bokade en plats i andra omgången.

### VM
- 1930 till 1994 - Deltog ej
- 1998 till 2014 - Kvalade inte in

I kvalet till VM i Tyskland 2006 åkte man ut i första omgången efter två förluster mot Surinam.

### CONCACAF mästerskap
- 1941 - Deltog ej
- 1943 - Deltog ej
- 1946 - Deltog ej
- 1948 - Deltog ej
- 1951 - Deltog ej
- 1953 - Deltog ej
- 1955 - 5:e plats
- 1957 - Deltog ej
- 1960 - Deltog ej
- 1961 - Deltog ej
- 1963 till 1989 - Deltog ej
- 1991 - Deltog ej
- 1993 - Drog sig ur
- 1996 - Kvalade inte in
- 1998 - Kvalade inte in
- 2000 - Kvalade inte in
- 2002 - Kvalade inte in
- 2003 - Kvalade inte in
- 2005 - Drog sig ur
- 2007 - Deltog ej

### Karibiska mästerskapet
- 1989 - Kvalade inte in
- 1990 - Deltog ej
- 1991 - Deltog ej
- 1992 - Kvalade inte in
- 1993 - Drog sig ur
- 1994 - Deltog ej
- 1995 - Kvalade inte in
- 1996 - Deltog ej
- 1997 - Kvalade inte in
- 1998 - Kvalade inte in
- 1999 - Drog sig ur
- 2001 - Kvalade inte in
- 2005 - Drog sig ur
- 2007 - Deltog ej